# سن فلیپه
سن فلیپه (به اسپانیایی: San Felipe) یک شهرستان در شیلی است که در سن فلیپه د آکونکاگوآ واقع شده‌است. سن فلیپه ۱۸۵٫۹ کیلومترمربع مساحت و ۷۱٬۱۰۴ نفر جمعیت دارد و ۶۵۴ متر بالاتر از سطح دریا واقع شده.